# Holcocephala tijucana
Holcocephala tijucana är en tvåvingeart som först beskrevs av Carrera 1958.  Holcocephala tijucana ingår i släktet Holcocephala och familjen rovflugor. Inga underarter finns listade i Catalogue of Life.